# Dralfa Point
Der Dralfa Point (englisch; bulgarisch нос Дралфа nos Dralfa) ist eine Landspitze der Anvers-Insel im Palmer-Archipel westlich der Antarktischen Halbinsel. Sie bildet den nördlichen Ausläufer der Thompson-Halbinsel an der Südseite der Einfahrt zur Patagonia Bay bzw. an der Nordseite der Einfahrt zur Fournier-Bucht und liegt 26 km südsüdöstlich des Kap Grönland, 7,07 km südlich bis östlich der Gourdon-Halbinsel und 18,6 km nordwestlich des Ryswyck Point.
Britische Wissenschaftler kartierten sie 1980. Die bulgarische Kommission für Antarktische Geographische Namen benannte sie 2010 nach der Ortschaft Dralfa im Nordosten Bulgariens.